# Синклинорий
Синклинорий (на старогръцки: συγκλίνω – „слагам заедно“, на гръцки: ορος – планина) е голям по размери и сложно изграден комплекс от гънки в слоевете на земната кора, характеризиращ се с общо понижение в централните си части. Като цяло образува голяма синклинала, усложнена от множество малки гънки. В дължина синклинориите достигат до няколкостотин km, ширината им съставлява десетки km, понякога и над 100 km. Синклинориите възникват обичайно в геосинклиналите в резултат от големи и продължителни потъвания на земната кора, съпроводени от процеси на натрупване на мощни седименти. Синклинориите са съпроводени с противоположните им по форма структури – антиклинориите.
В България такъв комплекс са Бургаският антиклинорий.